# Công viên Spa ở Polanica-Zdrój

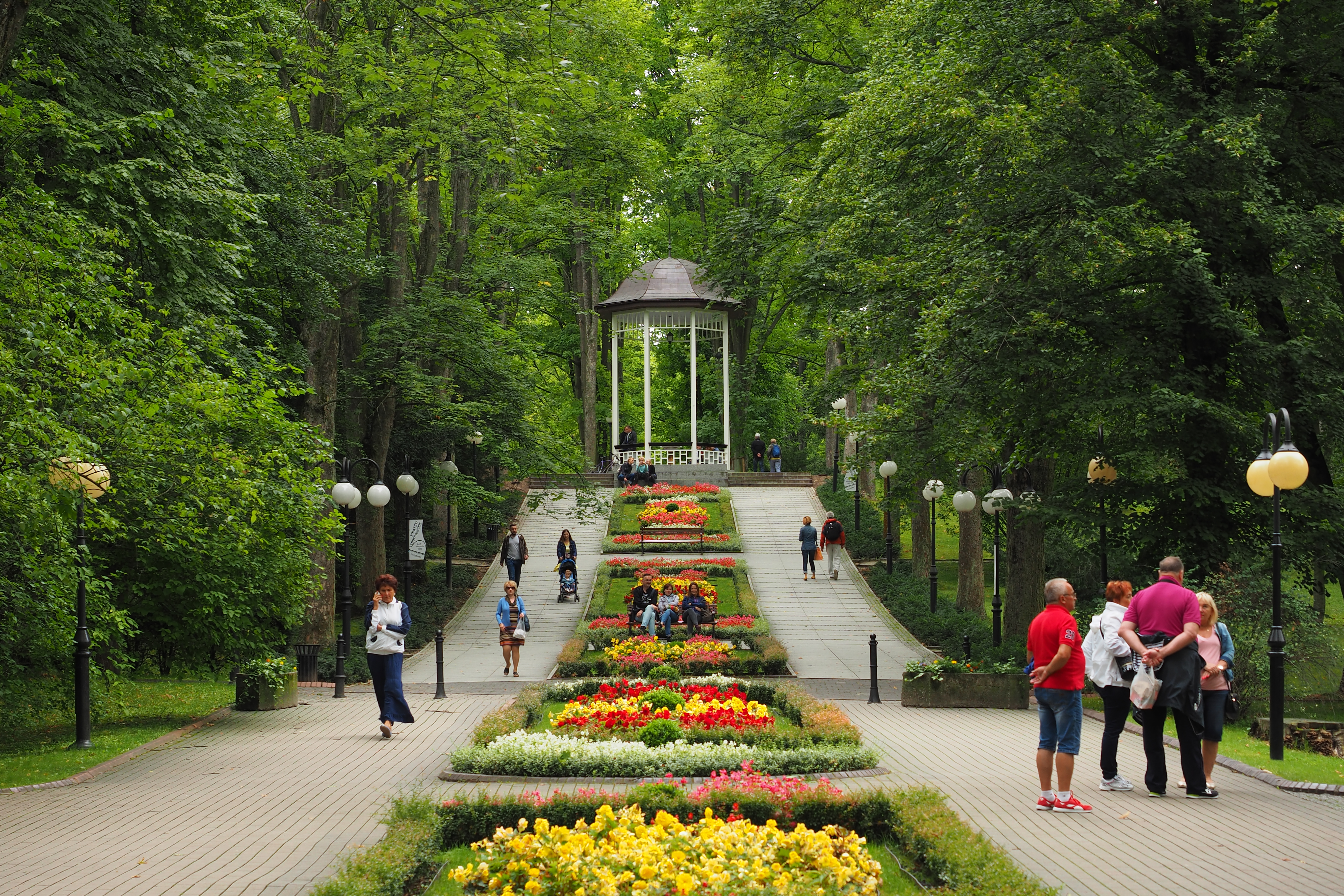
Công viên Spa ở Polanica-Zdrój

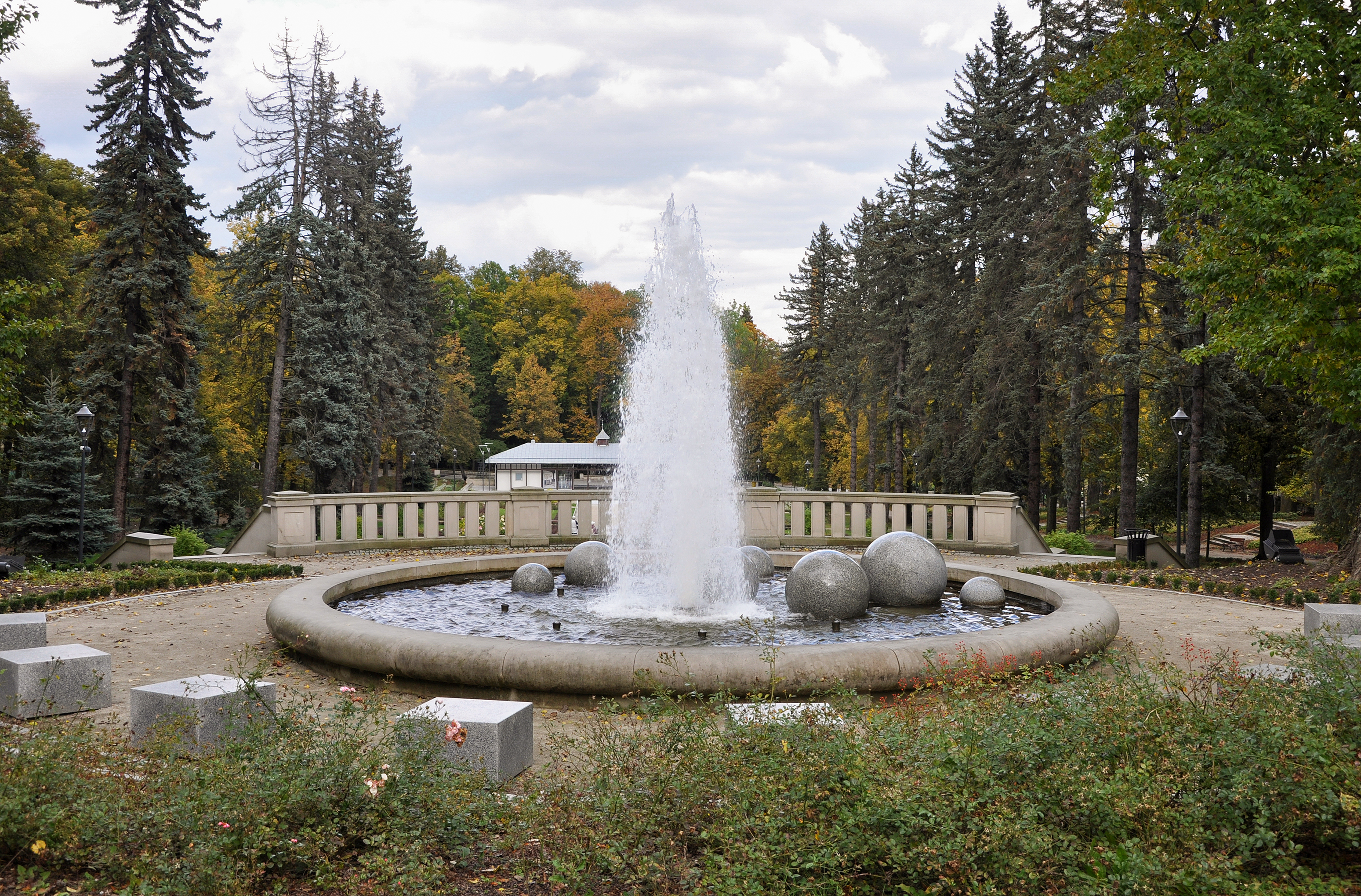
Đài phun nước

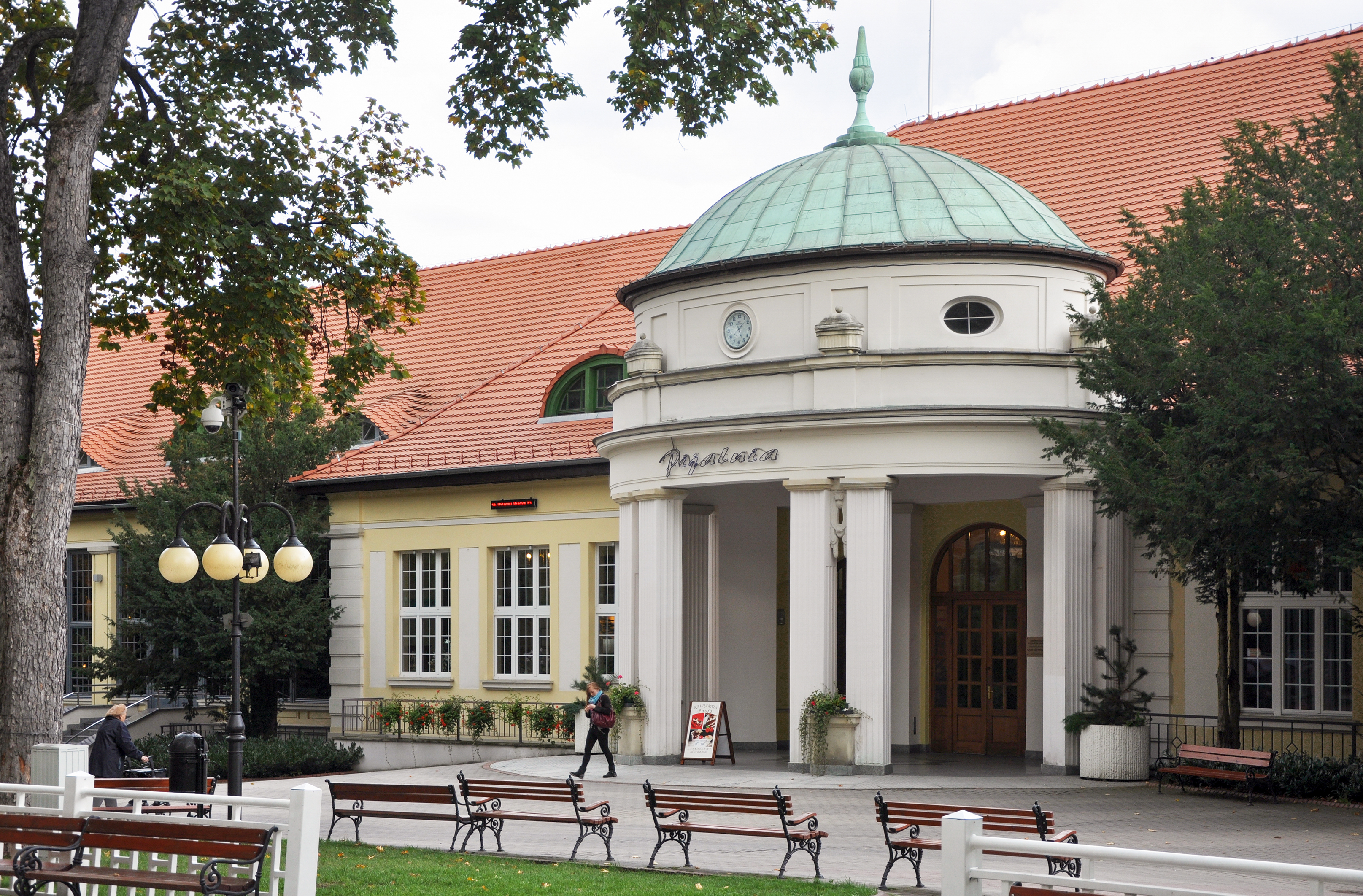
Khu nghỉ dưỡng

Công viên Spa ở Polanica-Zdrój (tiếng Ba Lan: Park Zdrojowy w Polanicy-Zdroju) là một trong những công viên nổi tiếng ở Ba Lan, tọa lạc ở thị trấn Polanica-Zdrój. Tổng diện tích khoảng 13 ha. Đây là một trong những thiên đường dành cho cư dân cũng như du khách yêu thích đi bộ, nghỉ ngơi, đọc sách, hẹn hò và chụp nhiều tấm ảnh với người thân để kỷ niệm.

## Lịch sử
Công viên này bắt đầu hoạt động từ cuối thế kỷ 19. Đầu thế kỷ 20, một khu nghỉ dưỡng và một con đường đi bộ được xây dựng. Tổng diện tích khu nghỉ dưỡng và công viên là 116 ha. Sau năm 1945, công viên được rào bằng lưới thép và đóng cửa vào ban đêm. Từ năm 1970, hàng rào này được dỡ bỏ.

## Khám phá
Một số địa điểm nổi tiếng trong khu vực công viên gồm:
- Khu nghỉ dưỡng: có các dịch vụ thư giãn và giải trí như: tắm nước khoáng, tắm muối khoáng, tắm nước nóng và các loại hình điều trị khác tốt cho sức khỏe.
- Sân khấu hòa nhạc bằng gỗ.
- Con đường đi bộ.
- Đài phun nước.

Ngoài ra, công viên Spa ở Polanica-Zdrój  còn sở hữu 28 họ thực vật như các loài cây rụng lá (cây phong, cây hạt dẻ, cây tần bì), các loài đến từ Bắc Mỹ (thông trắng, phong bạc, linh sam Douglas), các loài Viễn Đông, các loài cây bản địa và đến từ Châu Âu (thông đen). Ngoài ra còn có 15 cây cổ thụ khổng lồ được xem là các tượng đài của tự nhiên.